# Reconhecimento inteligente de caracteres
Em ciência da computação, o reconhecimento inteligente de caracteres (ICR) é um avançado reconhecimento óptico de caracteres (OCR) ou – mais especificamente – sistema de reconhecimento de escrita à mão, que permite que as fontes e estilos diferentes de escritas à mão serão aprendidas pelo computador durante o processamento, para melhorar os níveis de precisão e reconhecimento.
A maioria dos softwares ICR têm um sistema de “auto-aprendizagem“ referido como uma rede neural, que atualiza automaticamente o banco de dados de reconhecimento para novos padrões de escrita. Isso aumenta a utilidade de dispositivos de scanner para o propósito de processamento de documentos, de reconhecimento de caracteres impressos (uma função do OCR) à reconhecimento de escrita à mão. Como esse processo está envolvido em reconhecimento de escrira à mão, os níveis de precisão podem, em algumas circunstâncias, não serem tão bons, mas podem alcançar 97% de taxa de precisão em escritas à mão legíveis em formulários estruturados.
Geralmente para atingir essas taxas de reconhecimento vários motores de leitura são utilizados dentro do software, e para cada um são dados “direitos de voto” para determinar a real leitura dos caracteres. Em campos numéricos, motores que são projetados para ler números têm a preferência, enquanto em campos alfa, motores projetados para ler letras de escrita à mão têm mais altos direitos eletivos. Quando usado em conjunção com um concentrados de interface sob medida, a escrita à mão pode ser automaticamente populada para um sistema de back office, evitando digitações manuais trabalhosas, e pode ser mais preciso que um operador de dados humano.
Um importante desenvolvimento do ICR foi a invenção do Processamento de Formulários Automatizado em 1993. Envolve um processo de três estágios, capturando a imagem do formulários a ser processado pelo ICR e preparando-o para permitir ao motor ICR fornecer os melhores resultados, e então capturar a informação usando o mortor ICR e finalmente processar os resultados para validar automaticamente a saída do motor ICR.
Essa aplicação de ICR aumentou a utilidade da tecnologia e a fez aplicável para o uso em formulários no mundo real em aplicações normais de negócios. Aplicativos de software modernos usam ICR como uma tecnologia de reconhecimento de texto em formulários preenchidos à mão.